# Кольонія-Воля-Шидловецька
Кольонія-Воля-Шидловецька (пол. Kolonia Wola Szydłowiecka) — село в Польщі, у гміні Болімув Скерневицького повіту Лодзинського воєводства.
Населення — 87 осіб (2011).
У 1975-1998 роках село належало до Скерневицького воєводства.

## Демографія
Демографічна структура станом на 31 березня 2011 року:
|          | Загалом | Допрацездатний вік | Працездатний вік | Постпрацездатний вік |
| -------- | ------- | ------------------ | ---------------- | -------------------- |
| Чоловіки | 47      | 7                  | 34               | 6                    |
| Жінки    | 40      | 3                  | 24               | 13                   |
| Разом    | 87      | 10                 | 58               | 19                   |